# Comité scientifique de la Fédération française des clubs alpins et de montagne
 (mars 2022).
Vous pouvez aider à l'améliorer ou bien discuter des problèmes sur sa page de discussion.
- Il peut contenir un travail inédit ou des déclarations non vérifiées. Vous pouvez l’améliorer en ajoutant des références. (Marqué depuis août 2018)

Vous pouvez aider à l'améliorer ou bien discuter des problèmes sur sa page de discussion.
- Certaines informations devraient être mieux reliées aux sources mentionnées dans la bibliographie ou les liens externes. Améliorez sa vérifiabilité en les associant par des références. (Marqué depuis juillet 2018)
- Il a besoin d'un nouveau plan. (Marqué depuis août 2018)

Le Comité scientifique de la Fédération française des clubs alpins et de montagne, ou Comité scientifique du Club alpin français jusqu’en 2005, est un comité interdisciplinaire de la Fédération française des clubs alpins et de montagne, réunissant des scientifiques et des alpinistes. Il est intégré par cooptation.

## DesAnnuairesau comité scientifique du Club alpin
À sa fondation en 1874, la direction du Club alpin français confie au géographe Adolphe Joanne, la Direction des Annuaires, une revue. Celle ci accueille des récits d’ascensions et des articles consacrés à la connaissance de la haute montagne. Une rubrique Sciences et Arts accueille notamment des publications concernant la géologie, la géomorphologie, la glaciologie, la spéléologie, l’orographie, la météorologie, la topographie ou la cartographie. Parmi les auteurs figurent Roland Bonaparte, Gabriel Auguste Daubrée, A. Degrange-Touzin, Charles Durier, Paul Helbronner, Albert de Lapparent, Ch.  Laury, Édouard-Alfred Martel, Ferdinand Prudent, Franz Schrader, René Vallery-Radot, Joseph et Henri Vallot, A. Vezian, Eugène Viollet-le-Duc ou Paul Édouard Wallon. Nombre d’entre eux intégreront ensuite la commission de topographie puis la commission des travaux scientifiques du club.
En 1902, constatant les lacunes des cartes de haute montagne, Paul Helbronner, Franz Schrader, Joseph et Henri Vallot constituent un groupe de géodésiens et d’alpinistes-topographes, avec l’appui du commandant Bourgeois et du Lieutenant-Colonel Prudent du Service géographique de l’armée. Ce groupe intègre en 1903 le Club alpin français, sous la dénomination de Commission de topographie, et sera actif jusqu’en 1914. 

« Malgré son titre un peu restrictif, cette Commission s’est occupée de la plupart des études scientifiques que l’on peut avoir à envisager pour la connaissance des régions montagneuses. »

— L. Maury, L'œuvre scientifique du Club alpin français, 1874-1922. Introduction, p. III
La Première Guerre mondiale interrompt les activités de la Commission jusqu’en 1923. Les principaux travaux de cartographie se poursuivent néanmoins à titre individuel (P. Helbronner, J. et H. Vallot).
En 1920, à l’initiative de son président, Gabet, le Club alpin organise un Congrès international d’alpinisme à Monaco, dont l'un des objectifs prioritaire est la relance de la Commission de topographie. 
En 1921, le colonel Bellot, du Service géographique de l’armée, propose au Club Alpin de « vérifier la toponymie » des feuilles[Quoi ?] des hautes régions des Alpes dont la réalisation est en cours pour la carte de France du Service géographique de l’Armée. En 1923, le Club répond par la création d’une Commission des travaux scientifiques. Un programme de travail est engagé sur les nomenclatures des feuilles[Quoi ?] remises par le service, jusqu’en 1929.
La fin des  années 1930 ouvre une période d’incertitudes, suivie d’une difficile mutation 1965-1982. Dissoute en 1965, la commission sera réactivée, à titre conservatoire, entre 1970 et 1978. Refondée en 1982-1983 elle prend, pour marquer sa spécificité, le nom de « Comité scientifique ».[évasif]

## Les travaux, repères chronologiques

### Topographie, cartographie (1903-1929)
Outre l’adaptation des méthodes et de l’instrumentation aux conditions de la haute montagne, les travaux de la commission de topographie portent sur l’adaptation des cartes. Le rendu des reliefs est un point de débats : choix de l’échelle, hypsométrie, équidistance des courbes de niveau, hachures, ombrages, couleurs, etc.
Parmi les travaux effectués, on peut lister :
- Carte des Pyrénées centrales de Franz Schrader  (six feuilles, 1869-1893).
- Carte du massif du Mont-Blanc entreprise par J. et H. Vallot (1892), poursuivie par Ch. Vallot (1925-1940)...
- Triangulation des Alpes par P. Helbronner.
- Publication d’un Essai sur les représentations topographiques du Rocher par Franz Schrader en 1911.

L’examen critique de la feuille de Tignes (nouvelle carte de France au 1:50 000 du Service géographique de l’Armée) constitue, de fait, un état des besoins des alpinistes en matière de cartographie de la haute montagne (écart entre existant et desiderata).

### Toponymie (1874-1914 et 1923-1929)
Les alpinistes-topographes s’intéressent très tôt à la toponymie des lieux en haute montagne. Entre 1874 et 1914 le principal de leurs travaux porte sur des recherches étymologiques (toponymie d’érudition) et une toponymie de terrain qui s’attache à la signification des mots et de leur usage et ce dans un contexte local, approche de nature quasi ethnographique. À partir de 1903, la commission de topographie cherche à normaliser les initiatives des alpinistes en matière de dénominations (E. Belloc, Colonel Borson, F. Ferrand, Abbé Gourier, P. Girardin, A. Meillon, H. Mettrier, F. Perrin, R. Vallery-Radot, H. Vallot...). 
De 1923 à 1929, la Commission entreprend, pour le compte du Service géographique de l’armée, une série d’études sur la toponymie des feuilles (Alpes)[Quoi ?] de la nouvelle carte de France au 1:50 000. 
L’ensemble de ces travaux est exposé dans un ouvrage de L. Maury, Les noms de lieux des montagnes Françaises (1929).

### Glaciologie (1874-1914)
Dans les articles publiés dans les Annuaires entre 1874 et 1883 alternent l’étude des grands mouvements glaciaires relevant de la paléoclimatologie, et des travaux plus ponctuels portant sur les mouvements des glaciers. Cette dernière approche requiert la mise en œuvre de mesures fines  (instrumentation et protocoles d’observations).
Les travaux conduits au sein de la commission de topographie entre 1903 et 1914 favorisent la transition d’une observation de type naturaliste (description phénoménologique) à une observation portant sur la mécanique interne des glaciers (identification et mesures de paramètres significatifs). 
Les séries de relevés de Joseph Vallot sur l’écoulement des glaciers du massif du Mont-Blanc (1891-1899) demeurent exemplaires et constituent une base de données toujours en usage[Quand ?].
La commission de topographie participe à la création de la Commission française des glaciers en 1901, avec le prince Roland Bonaparte, A. Daubrée, C. Durier, D. Eydoux, Prof. Forel, G. Flusin, l’abbé Gaurier, M. Gourdon, L. Lourde-Rocheblave, J. Offner, Fr. Schrader, E. Trutat, J et H. Vallot ou encore A. Vezian. La présence de Roland Bonaparte et de W. Killian, tous deux membres de la commission de topographie, souligne l’engagement du Club alpin.
De 1901 à 1903, les Annuaires consacrent une rubrique aux travaux de la commission française des glaciers.

### Spéléologie
Entre 1888 et 1896, E. A Martel, pionnier de la spéléologie, publie dans les Annuaires neuf articles sur ses campagnes (en France, Autriche, Irlande, Angleterre, Majorque et Catalogne). Il étudie la formation des cavernes, des grottes ou des avens, et lève à la boussole et au baromètre les coupes des appareils souterrains.
En 1939, le Dr René Jeannel, professeur au Muséum national d'histoire naturelle de Paris, prend la présidence de la commission des travaux scientifiques du Club alpin, qu’il garde jusqu’en 1950. Profondément impliqué dans les développements de la spéléologie, il soutient  un ensemble de travaux portant, outre la topographie, sur  l’hydrologie, les climats souterrains ou la géologie. Entomologiste, le Dr Jeannel favorise également l’émergence d’un courant de recherches en biospéléologie, avec Norbert Casteret, Pierre Chevalier, M. Marceron ou Félix Trombe.
En 1946, Annales de spéléologie sont publiées, conjointement avec la Société française de spéléologie. En 1949, une commission de spéléologie est constituée sous la présidence de F. Trombe, dans le but de coordonner les divers groupes de spéléologie des sections. En 1953, la commission des travaux scientifiques du CAF participe à l’organisation du premier congrès de spéléologie à Paris.

### La décennie 1950
En 1951, le géologue Paul Fallot succède au Dr Jeannel à la présidence de la commission des travaux scientifiques.
Le comité engage un programme pluriannuel de mesures sur la Mer de Glace (1952-1960). Les objectifs  assignés, dotés de moyens techniques (photogrammétrie) sans commune mesure avec l’instrumentation en usage au XIXe siècle, s’inscrivent dans le fil des travaux exécutés par Joseph Vallot : mesures de la marche du glacier, des déplacements en surface, de volumes ; observation des variations d’épaisseur et de vitesse d’écoulement du glacier. La réalisation d’un programme de cette nature suppose des partenariats (personnel qualifié, instrumentation, financement). La présence d’Olivier-Martin et de J. Messines du Sourbier favorise les échanges avec la Société hydrotechnique de France et l’administration des eaux et forêts. Le statut de professeur au Collège de France de Fallot favorise l’accès à des moyens d’investigation de haute précision, comme l’analyse qualitative et quantitative des ions de l’eau de fonte des neiges ou de glaciers, réalisée au Commissariat à l’Énergie atomique.
En 1953, il obtient la présence d’un échelon scientifique aux expéditions françaises au Makalu en 1954-1955 (Pierre Bordet, 1954-1955 et M. Latreille, 1955, tous deux géologues). La commission des travaux scientifiques sert d’interface entre les alpinistes, les chercheurs, et les institutions concernées, Fédération française de montagne, Club alpin français, Centre national de la recherche scientifique et Institut de géologie Albert de Lapparent. L’ensemble des alpinistes atteint le sommet, et les travaux de Bordet et Latreille suscitent un courant de recherche en géologie et géomorphologie du Népal. 
Dans le rapport à l’assemblée générale du CAF d’avril 1957, le Comité scientifique relève « l’intérêt nouveau suscité en France par cette science (la glaciologie). Ainsi, après la Société hydrotechnique de France, l’Université de Grenoble s’intéresse maintenant à ces travaux ».

## Présidents
- Commission de topographie :
  - 1903-1914, Lieutenant-colonel Prudent
- 1914-1923, interruption des activités de la commission (1920-1923, Franz Schrader est missionné pour des études en vue d’une relance.)
- Commission des travaux scientifiques :
  - 1923-1924, Franz Schrader
  - 1924-1938, Emmanuel de Margerie
  - 1939-1950, Dr René Jeannel
  - 1951-1960, Paul Fallot
  - 1961-1965, Professeur Glangeaud
  - 1966-1970, La Commission est dissoute, le Professeur Letort est mandaté en vue de redéfinir les activités scientifiques du Club alpin
- Commission scientifique :
  - 1970-1976, Dr Paschetta
- 1977-1983, période de refondation de la Commission scientifique, J. Malbos mandaté à cet effet
- Comité scientifique :
  - 1984-2002, J. Malbos
  - 2003-2008, Y. Savoye-Peysson
  - 2008-2017, F. Valla
  - 2018-2024, B. Francou
  - depuis 2024, O. Hoibian